# Pałac w Szczepanowie (powiat świdnicki)
Pałac w Szczepanowie – zabytkowy pałac z XVI w. we wsi Szczepanów (powiat świdnicki), w województwie dolnośląskim, w gminie Marcinowice.

## Historia
W średniowieczu istniał tu zamek na wodzie, zniszczony w czasie wojny 30-letniej (1618 –1648). Przebudowany w XVI w. na renesansowy dwór i po 1841 r. Do 1945 r. własność rodziny  von Lieres und Wilkau, zwany dworem górnym (Oberhof). Obiekt w ruinie jest częścią zespołu pałacowego, w skład którego wchodzi jeszcze park.

## Bibliografia

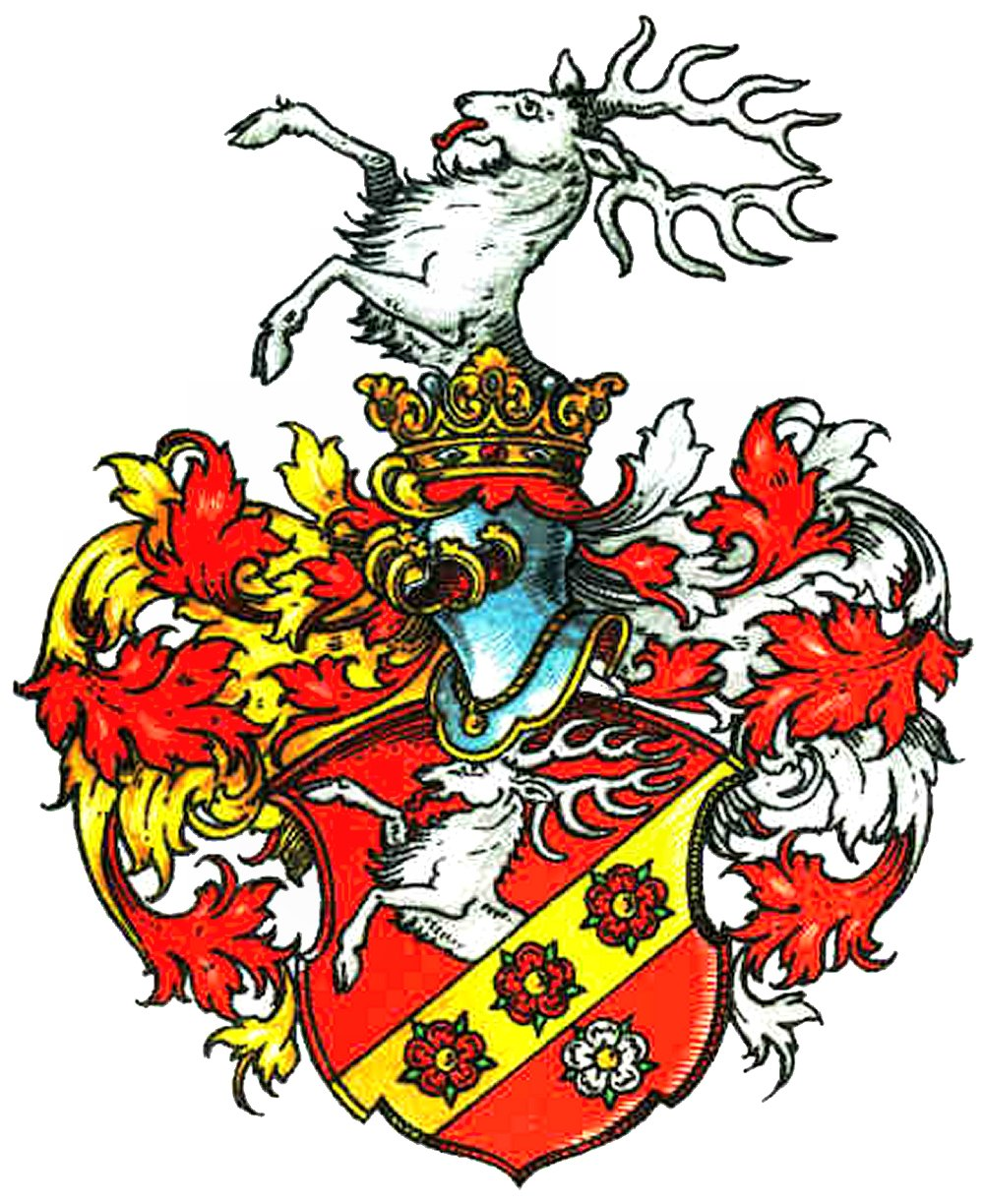
Herb rodziny von Lieres und Wilkau